# Lei (Gel)
Lei è il primo singolo del rapper italiano Gel, pubblicato il 28 settembre 2007 come primo estratto dal secondo album in studio Il ritorno.

## Descrizione
La lei raccontata nel brano non è una donna, ma una metafora dell'eroina. Infatti tutto il testo è un doppio senso.

## Video musicale
Il videoclip del brano è stato pubblicato il 2 ottobre 2009 sul canale YouTube Vevo del rapper.